# Mathis Le Berre
Mathis Le Berre (* 16. April 2001 in Saint-Brieuc) ist ein französischer Radrennfahrer.

## Sportlicher Werdegang
Mit dem Radsport begann Le Berre im Alter von sechs Jahren. In der Jugend erzielte er im nationalen Bereich 15 Siege, die er im Juniorenbereich mit ca. 10 Siegen bestätigen konnte. Trotz seiner Erfolge beendete er zunächst seine Berufsausbildung und arbeitete bis zum Februar 2021 als Landschaftsgärtner.
Mit Beginn der Saison 2021 entschied sich Le Berre für den Radsport und wurde Mitglied in einem der führenden französischen Radsportvereine Côtes d'Armor-Marie Morin. Mit über zehn Podiumsplatzierungen bei Rennen des nationalen Kalenders, unter anderem dem zweiten Platz bei den französischen Meisterschaften im Straßenrennen der U23, machte er erneut auf sich aufmerksam und erhielt noch 2021 die Möglichkeit, als Stagiaire für das Team Arkéa-Samsic zu fahren. Danach wurde bekannt, dass er nach noch einem weiteren Jahr bei Côtes d'Armor-Marie Morin zur Saison 2023 einen Vertrag beim französischen UCI ProTeam erhält. 
Seinen ersten internationalen Erfolg erzielte Le Berre bei der Tour de Normandie 2022, bei der er die erste Etappe gewann und die Führung in der Gesamtwertung bis zum Ende der Rundfahrt verteidigen konnte.

## Erfolge
2022
- Gesamtwertung und eine Etappe und Nachwuchswertung Tour de Normandie

## Grand Tour-Platzierungen
| Grand Tour            | 2023 | 2024 | 2025 |
| --------------------- | ---- | ---- | ---- |
| Giro d’ItaliaGiro     | –    | –    | –    |
| Tour de FranceTour    | –    | –    | 61   |
| Vuelta a EspañaVuelta | 90   | 76   |      |